# Sven Sylvester Hvid
Sven Sylvester Hvid (født 7. juli 1894 i København, død 3. juli 1980) var en dansk forretningsmand, som arvede reklamebureauet Sylvester Hvid efter sin far, Jens Sylvester Hvid. Sven Sylvester Hvid var en af hovedaktørerne i etableringen af Danske Reklamebureauers Brancheforening.